# Lithacodia confusa
Lithacodia confusa är en fjärilsart som beskrevs av John Henry Leech 1900. Lithacodia confusa ingår i släktet Lithacodia och familjen nattflyn. Inga underarter finns listade i Catalogue of Life.